# Referenden zur Unabhängigkeit Kataloniens 2009–2011

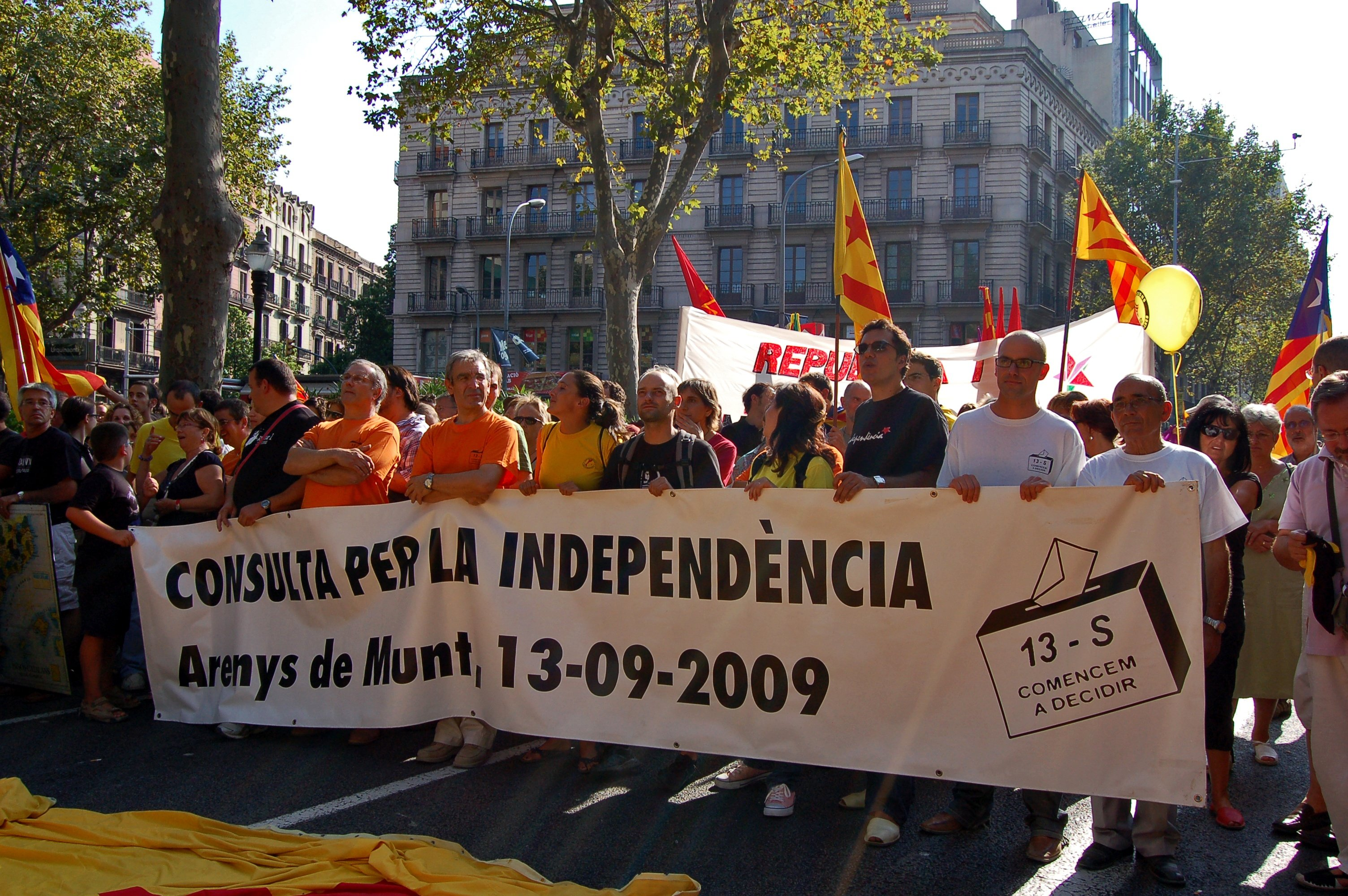
Kundgebung der Befürworter der Unabhängigkeit in Barcelona am 11. September 2009

Seit dem 13. September 2009 bis Mitte 2011 wurden in 553
von insgesamt 947 Städten und Gemeinden Kataloniens symbolische Referenden zur Unabhängigkeit Kataloniens abgehalten. Die Abstimmenden sprachen sich dabei bei einer Wahlbeteiligung von im Mittel etwa 19 Prozent in Mehrheit für die Unabhängigkeit Kataloniens von Spanien aus. Die Ergebnisse waren in keiner Weise rechtlich bindend.

## Historischer Hintergrund

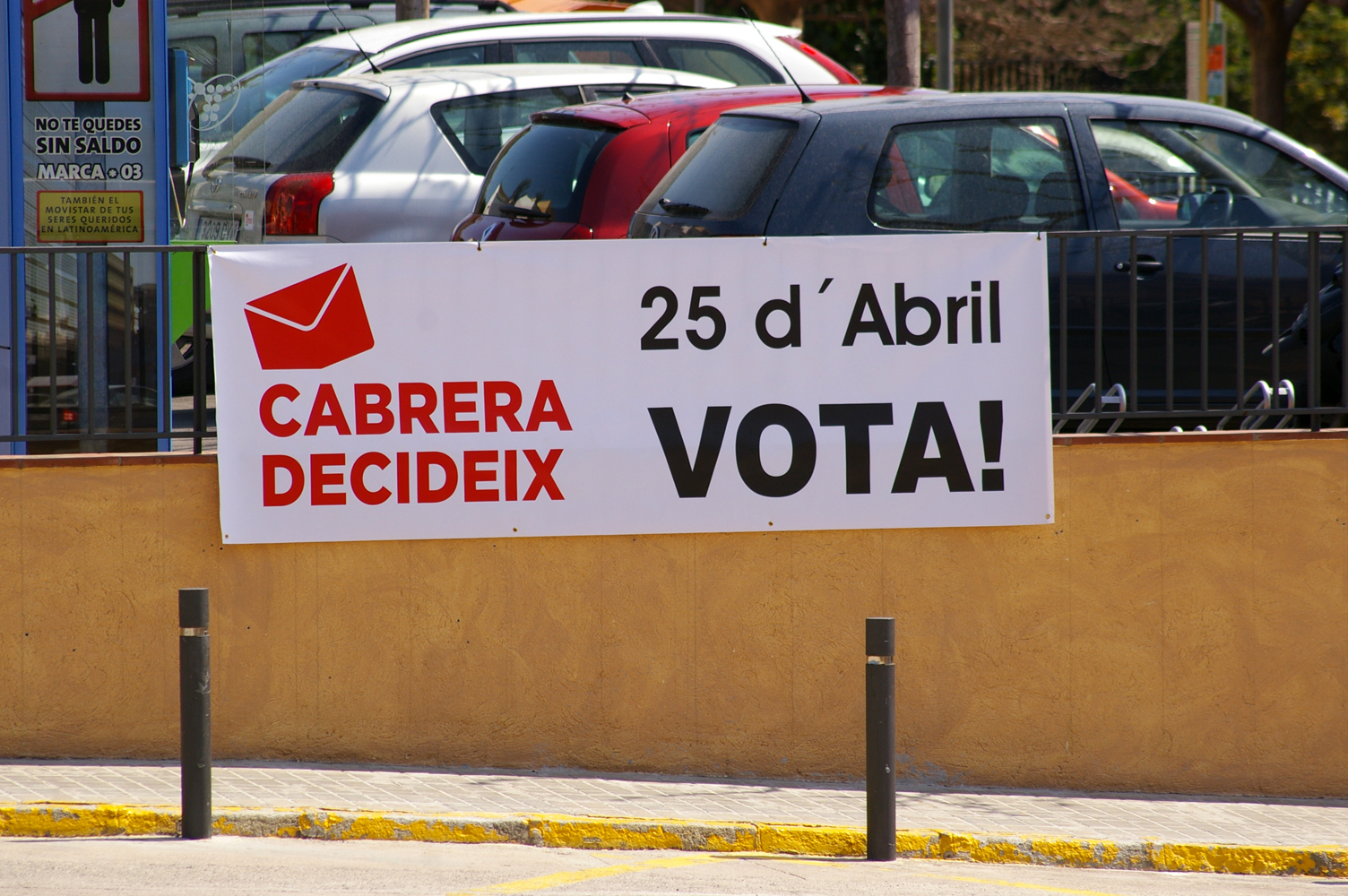
Wahlplakat zur Abstimmung am 25. April 2010

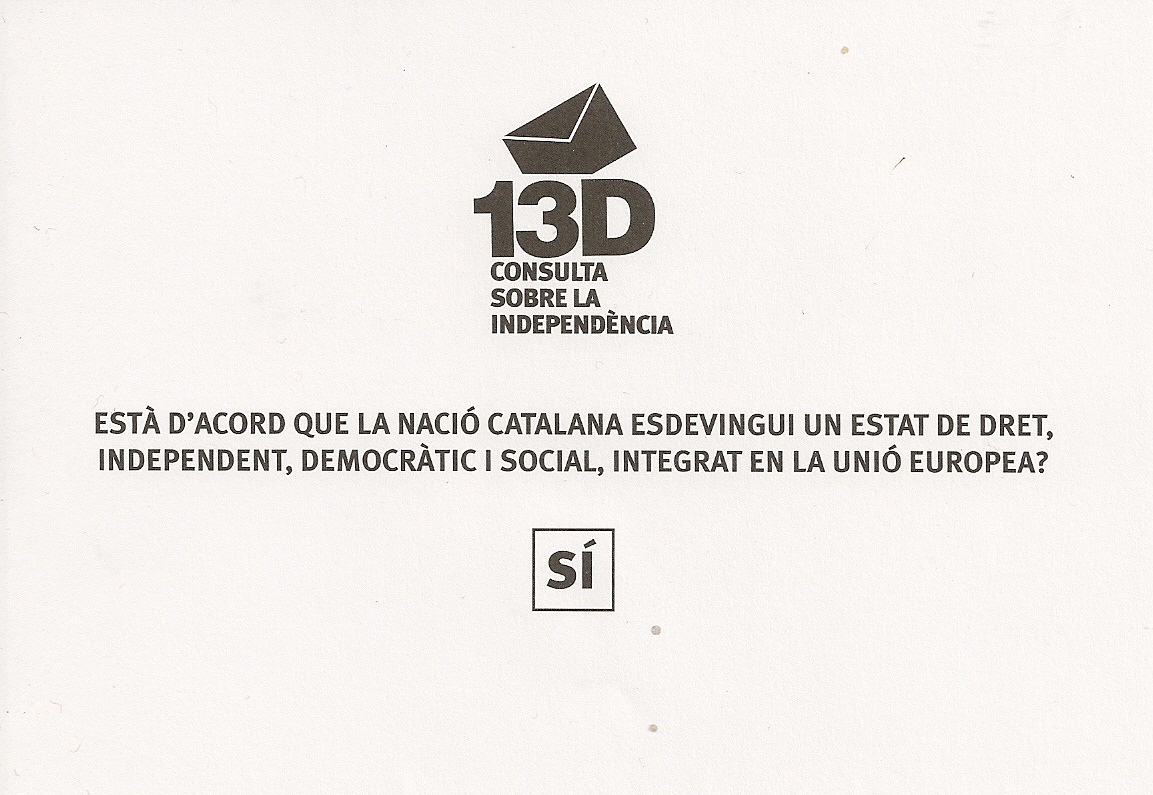
Ein „Ja“-Stimmzettel von der Abstimmung am 13. Dezember 2009

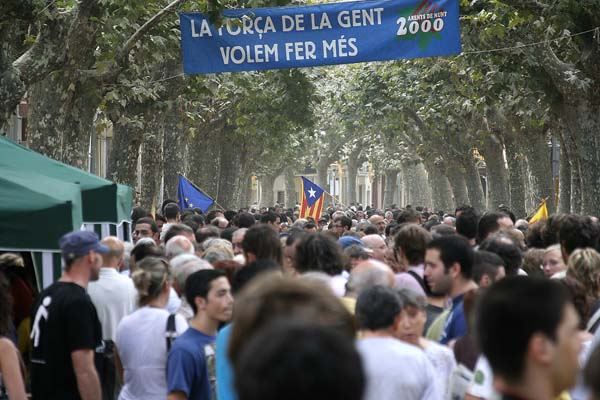
Am Wahltag in Arenys de Munt

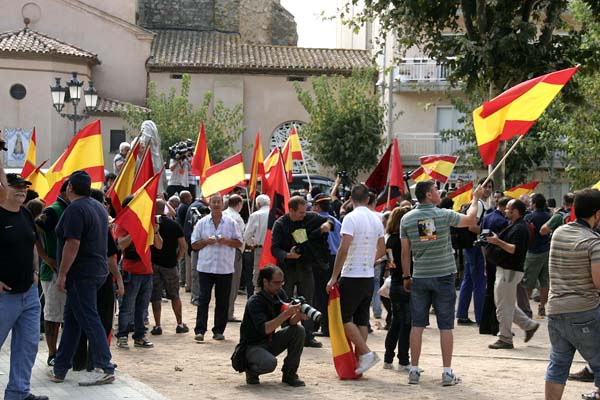
Eine Gegendemonstration der rechtsnationalistischen Falange in Arenys de Munt am 13. September 2009

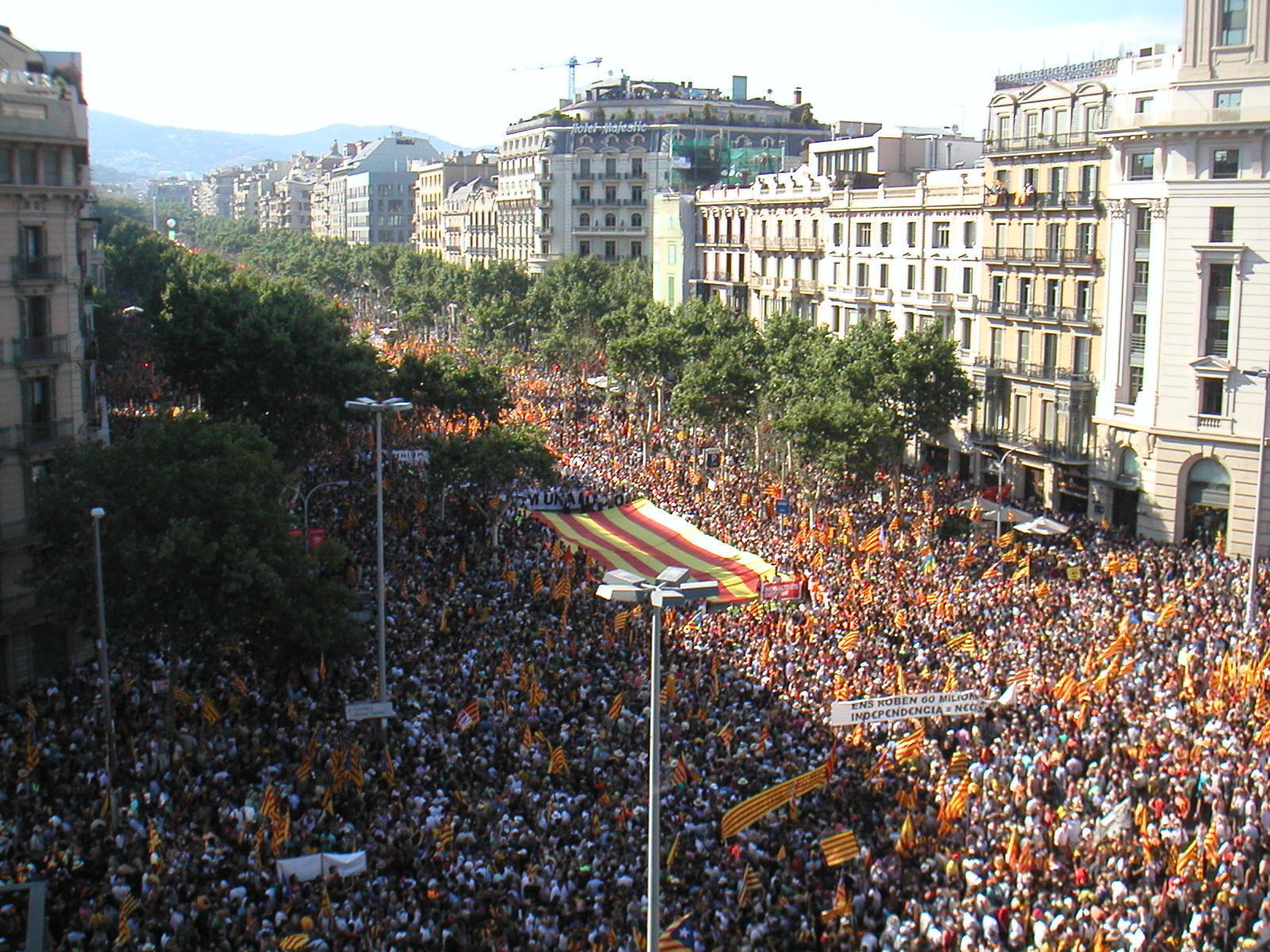
Kundgebung am 10. Juli 2010 in Barcelona gegen das Urteil des Verfassungsgerichts zum Autonomiestatut

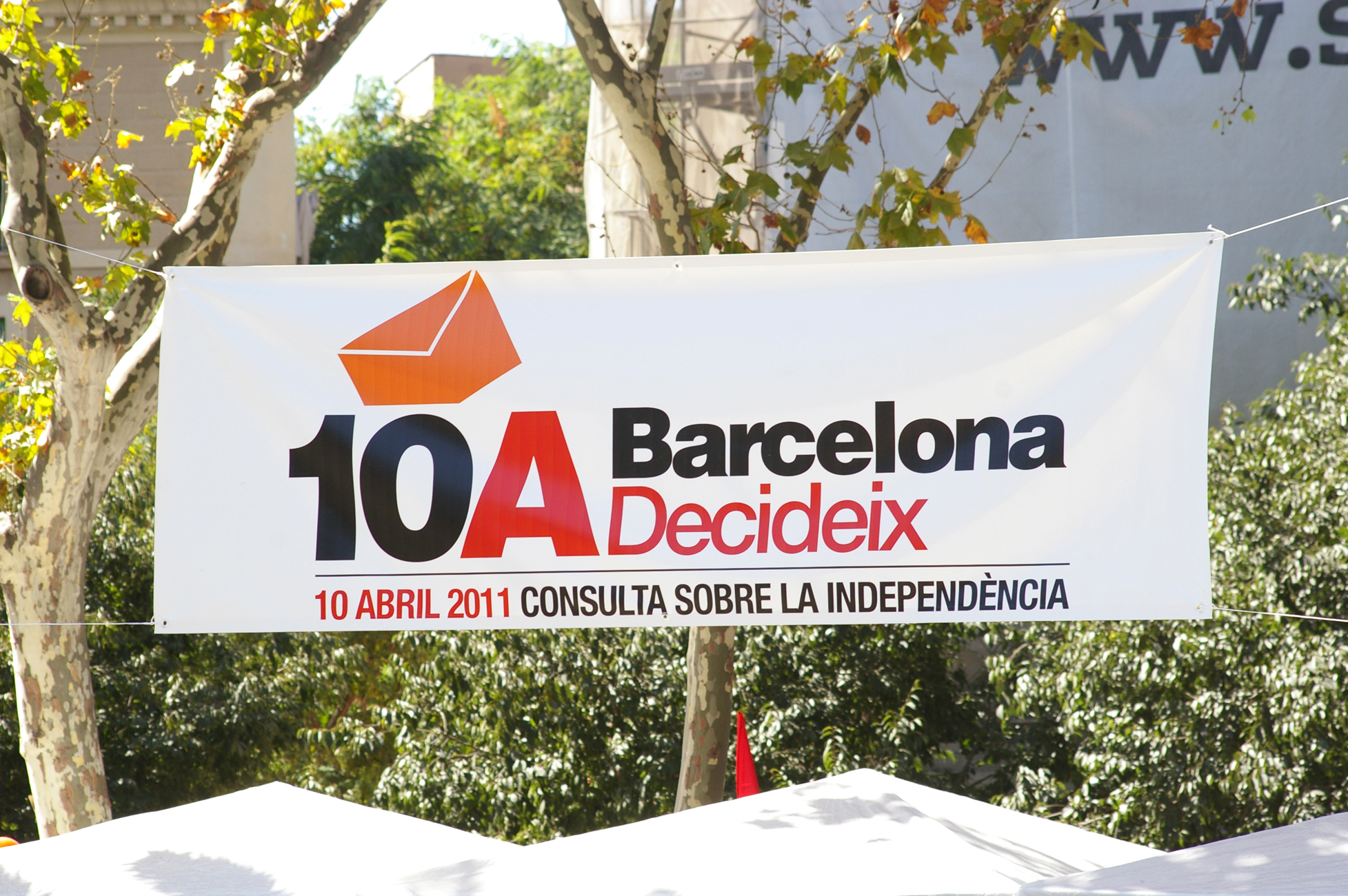
Plakat zur Abstimmung in Barcelona am 10. April 2011

Nach der Rückeroberung der Iberischen Halbinsel von den Mauren, der Reconquista, entstanden im Wesentlichen vier Königreiche: Kastilien, Portugal, Navarra und Aragon. Das historische Königreich Aragon umfasste dabei Katalonien, die heutigen autonomen Gemeinschaften Valencia und Aragonien sowie die Balearen. Es bildete sich hier eine eigene romanische Sprache, das Katalanische heraus. 1469 heiratete Ferdinand, Erbe der Krone Aragoniens, seine Cousine Isabella, Erbin von Kastilien. Sie gingen als die Katholischen Könige (Los Reyes Católicos) in die Geschichte ein. Dies war zunächst jedoch nur eine Personalunion, so dass die innere politische Eigenständigkeit Kataloniens erhalten blieb, bis diese nach dem Spanischen Erbfolgekrieg 1714 unter dem Bourbonenkönig Philipp V. beseitigt wurde.
Erst in der Zweiten Spanischen Republik, die allerdings nur von 1931 bis 1936/39 existierte, erhielt Katalonien einen Autonomiestatus zugesprochen. Es bekam eine eigene Regierung, die Generalitat, und ein eigenes Parlament. Nach dem Militärputsch General Francos stand Katalonien im Spanischen Bürgerkrieg auf der Seite der Republikaner und bekam nach dem Sieg der Franquisten harte Repressalien zu spüren. Alle Spuren katalanischer Eigenständigkeit wurden unterdrückt und der Gebrauch der katalanischen Sprache behindert. An den Universitäten und in den Schulen wurde nur in spanischer (kastilischer) Sprache unterrichtet. Die Zuwanderung aus Zentralspanien wurde gefördert.
Nach dem Tod Francos und der allmählichen Wiederherstellung demokratischer Verhältnisse in Spanien erhielt Katalonien 1978 den Status einer Autonomen Gemeinschaft innerhalb Spaniens. Dieses Autonomiestatut überträgt Katalonien weitgehende Befugnisse auf dem Gebiet der Innenpolitik. Im Jahr 2006 wurde die Neufassung des Autonomiestatuts in einem Referendum in Katalonien bestätigt. Allerdings kam es zu erheblichen Verzögerungen in der Umsetzung der Bestimmungen dieses neuen Autonomiestatuts, da die autonomen Gemeinschaften oder Regionen der Balearen, Valencias und Aragoniens und die spanische Oppositionspartei Partido Popular (PP) vor dem spanischen Verfassungsgericht dagegen Klage erhoben. Die ersten drei Klagen bezogen sich hauptsächlich auf Eigentumsrechte am kulturellen katalanischen Erbe, sowie auf Wassernutzungsrechte und ähnliches, während die PP in dem Autonomiestatut die Einheit Spaniens gefährdet sah. Bis zum Ende des Jahres 2009 waren die Verfassungsklagen nicht entschieden worden. Die Verzögerung der Umsetzung des Autonomiestatuts führte zu Unzufriedenheit in Katalonien. Außerdem wurde bemängelt, dass Katalonien, das als einer der „Wirtschaftsmotoren“ Spaniens gilt (in Katalonien leben 15 % der Bevölkerung Spaniens, die aber 25 % des industriellen BIP erwirtschaften),
überproportional an der Finanzierung anderer Landesteile teilnimmt. Die Autonomie innerhalb Spaniens ging den katalanischen Nationalisten ganz allgemein nicht weit genug. Diese strebten einen eigenen Staat Katalonien innerhalb der Europäischen Union an, der ganz unabhängig von Spanien sein soll.

## Beginn und bisherige Ergebnisse der Referenden
Die Bewegung zur Durchführung von Unabhängigkeits-Referenden nahm ihren Ausgang von der katalanischen Gemeinde Arenys de Munt. Auf Betreiben der anti-kapitalistischen Candidatura d’Unitat Popular initiierte die dortige Kommunalverwaltung ein unverbindliches Referendum. Die Frage, die den Wählern vorgelegt wurde, lautete:

Està d’acord que Catalunya/la Nació Catalana esdevingui un estat de dret, independent, democràtic i social, integrat en la Unió Europea?

„Sind Sie damit einverstanden, dass Katalonien/die katalanische Nation ein unabhängiger demokratischer und sozialer Rechtsstaat in der Europäischen Union wird?“

An der Abstimmung in Arenys de Munt am 13. September 2009 nahmen 2.671 der 6.500 Wahlberechtigten teil, was einer Wahlbeteiligung von 41,1 % entsprach. 2.569 (96,2 %) stimmten mit Ja und 61 (2,3 %) mit Nein. Diese bemerkenswert hohe Zustimmung ermunterte die katalanischen Unabhängigkeits-Befürworter, entsprechende Kampagnen auch in anderen katalanischen Gemeinden zu starten.
Am 12. und am 13. Dezember 2009 folgten Abstimmungen in weiteren 167 katalanischen Gemeinden. Weitere Tage mit einer größeren Zahl von abstimmenden Gemeinden waren der 28. Februar 2010 (80 Gemeinden), der 24. und 25. April 2010 (210 Gemeinden) und der 20. Juni 2010 (48 Gemeinden).
Am 10. April 2011 fand die Abstimmung in der Millionenstadt Barcelona statt, in der mehr als ein Fünftel der Einwohner Kataloniens leben. An der Abstimmung beteiligten sich 257.645 Personen, was einer Beteiligung der Wahlberechtigten von 21,4 % entsprach. 230.590, entsprechend 89,5 % stimmten mit „Ja“, 22.626 (8,8 %) mit „Nein“. Bis April 2011 hatten Abstimmungen in 533 Gemeinden stattgefunden. Wahlberechtigt waren alle Bewohner – einschließlich der ausländischen – der jeweiligen Orte ab 16 Jahren. Insgesamt stimmten 883.911 der 4.668.673 Wahlberechtigten (über 16 Jahre) ab, was einer Wahlbeteiligung von rund 18,9 % entsprach. Mit „Ja“ stimmten 810.896 der Wahlberechtigten (91,7 %), mit „Nein“ stimmten 53.182 (6,0 %). In allen abstimmenden Gemeinden ergab sich eine deutliche Mehrheit für das Referendum. In den größeren Städten war die Wahlbeteiligung dabei meist niedriger als in den Landgemeinden (z. B. Lleida 8,2 %, Tarragona 5,7 %).

Ergebnisse der Referenden
Gemeinden, die abgestimmt hatten (Stand April 2011): Zustimmung Ablehnung
Einige der insgesamt 41 katalanischen Comarques verabschiedeten Resolutionen zu dem Referendum: Zustimmung zur Durchführung Ablehnung

## Reaktionen und Bewertung
Die Reaktionen auf die Referenden fielen unterschiedlich aus. Die katalanischen Parteien Esquerra Republicana de Catalunya und die Candidatures d’Unitat Popular zeigten sich über die hohe Zustimmung zur Unabhängigkeit erfreut. Einzelne prominente Politiker aus der Convergència i Unió und der Iniciativa per Catalunya Verds unterstützten das Referendum ebenfalls. Ebenso kam Beifall aus den Reihen von Regionalparteien aus ganz Europa, so von der walisischen Plaid Cymru, der Scottish National Party, der belgischen Nieuw-Vlaamse Alliantie, der korsischen Partitu di a Nazione Corsa, der irischen Sinn Féin und anderen. Acht katalanische consell comarcal (entspricht etwa dem Kreistag eines deutschen Landkreises) verabschiedeten Resolutionen zum Referendum. Sieben stimmten dem Referendum zu (Alt Camp, Bages, Baix Ebre, Gironès, Osona, Solsonès, Pla de l’Estany, Noguera) eine Comarca (Priorat) lehnte das Referendum ab.
Klar abgelehnt wurde das Referendum von der „Bürgerpartei“ Ciutadans – Partit de la Ciutadania, der Partido Popular (PP), der Unió Democràtica de Catalunya und mehrheitlich von der Sozialistischen Partei Kataloniens. Der spanische Ministerpräsident Zapatero kritisierte das Referendum als nicht verfassungsgemäß und wurde von der oppositionellen PP kritisiert, weil er dieses nicht verfassungsgemäße Referendum habe durchgehen lassen.
Tatsächlich bestand kein Zweifel, dass die Referenden keinerlei verbindliche Gesetzeskraft hatten. Nach der spanischen Verfassung ist die Einheit Spaniens „unteilbar“. Für eine Unabhängigkeit Kataloniens wäre eine Verfassungsänderung notwendig, die wiederum eine Zweidrittelmehrheit in beiden Kammern der Cortes Generales erforderte. Außerdem müsste die Verfassungsänderung per Referendum im ganzen Land (also nicht nur in Katalonien) bestätigt werden. Ein Referendum nur auf kommunaler oder regionaler Ebene ist in der spanischen Verfassung nicht vorgesehen. Trotzdem hatten die Referenden eine erhebliche politische Sprengkraft. Allerdings war die Wahlbeteiligung in der Regel sehr gering. Außerdem fanden sich zunächst überwiegend die Gemeinden zur Durchführung des Referendums bereit, in denen die katalanischen Nationalisten verhältnismäßig stark waren.

## Weitere Abstimmungen
Die Abstimmungsbefürworter strebten die Durchführung von Referenden in weiteren katalanischen Kommunenen an. Seit dem 10. April 2011 fand sich jedoch keine weitere katalanische Kommune mehr zur Abhaltung des Referendums bereit. Die katalanische und gesamtspanische Politik wurde seitdem in zunehmendem Maße durch die Staatsschuldenkrise und die allgemeine Wirtschafts- und Finanzkrise mit einhergehender sehr hoher Arbeitslosigkeit in Spanien bestimmt, so dass die katalanische Regionalpolitik in den Hintergrund trat. Bei der Parlamentswahl in Katalonien am 5. November 2012 gab es ebenfalls keine entscheidende Bewegung. Die separatistische Partei Esquerra Republicana de Catalunya legte zwar deutlich an Stimmen zu, dafür verlor aber die konservative Convergència i Unió, deren Vorsitzender Artur Mas im Wahlkampf auf die nationalistische Karte gesetzt hatte, ebenso deutlich an Stimmen.
Am 12. Dezember 2013 kündigten Ministerpräsident Artur Mas und Vertreter der Parteien CiU, ERC, ICV-EUiA und CUP an, am 9. November 2014 in Katalonien ein Referendum über den künftigen politischen Status der Region abhalten zu wollen.